# Erik Kristow
Erik Kristow, född 28 april 1970 i Sundsvall, är en svensk tjänsteman. Åren 2007–2012 var han politiskt sakkunnig för medier, film och idrott hos kultur- och idrottsminister Lena Adelsohn Liljeroth. Mellan 2023 och 2024 var han chef över Sverigedemokraternas riksdagskansli.

## Biografi
Erik Kristow har en fil.mag. från Uppsala universitet och en executive MBA från Stockholms universitet. Han var ordförande i Föreningen Heimdal 1992–1993. Han var politisk redaktör på Nya Wermlands-Tidningen (1994–1997) samt förlagsredaktör på City-universitetet (1997–1998) och chef public affairs på svenska delen av ABB (1998–2003). Han var informatör på SVT (2003–2004), presschef på Eniro (2005–2007), och därefter politiskt sakkunnig för medier, film och idrott hos kultur- och idrottsminister Lena Adelsohn Liljeroth (2007–2012). Kristow var pressansvarig på Danske Bank (2012–2013). 1 januari 2020 tillträdde han som personal- och utvecklingschef samt ställföreträdande kommunchef vid Ånge kommun.
År 2021 tillträdde Kristow som rådgivare i Sverigedemokraternas partistab. Mellan 2023 och 2024 var han chef över Sverigedemokraternas riksdagskansli.